# Vùng tóc nhớ
Vùng tóc nhớ là album phòng thu thứ 11 của nữ ca sĩ Lệ Quyên, album được Hãng phim Phương Nam phát hành vào ngày 7 tháng 11 năm 2014. Đây là album đánh dấu sự hợp tác thành công của Lệ Quyên với nhạc sĩ Vũ Thành An. Đồng thời đây cũng là một đĩa nhạc đầu tiên có đầy đủ những bài không tên nổi tiếng, lần đầu tiên được cấp phép phổ biến tại Việt Nam. Lệ Quyên là ca sĩ duy nhất được đơn vị giữ bản quyền ca khúc mời thu âm album của nhạc sĩ.

## Bối cảnh sáng tác
Sau Tình khúc thứ nhất sáng tác vào năm 1965, nhạc sĩ Vũ Thành An viết tiếp những ca khúc kể về những tình yêu dang dở của chính ông. Vào cuối năm 1968, Vũ Thành An hoàn thành xong Bài không tên số 2, ông đã gửi gắm tác phẩm này cho nữ ca sĩ Thanh Lan thu âm và giới thiệu trên sóng phát thanh của chương trình Nhạc Vũ Thành An năm 1969. Năm 1975, Bài không tên cuối cùng ra đời và chính nhạc sĩ cũng nghĩ rằng tập nhạc “không tên” chỉ dừng lại ở đó. Nhưng sau năm 1975, ông tiếp tục viết nhạc tình ca với tác phẩm Bài không tên cuối cùng tiếp nối.

## Bản quyền âm nhạc
Đầu tháng 6, 10 bài không tên của nhạc sĩ Vũ Thành An chính thức được cấp phép tại Việt Nam. Lệ Quyên là ca sĩ duy nhất được đơn vị giữ bản quyền ca khúc là Hãng phim Phương Nam mời thu âm album của nhạc sĩ.
Các thế hệ ca sĩ đã thể hiện thành công nhưng vẫn có những nhầm lẫn, chưa chính xác về ca từ. Vì vậy, đích thân nhạc sĩ cẩn thận chỉnh sửa từng nốt nhạc, lời hát trước khi đưa cho Lệ Quyên thu âm. Ông mong muốn đây là album đúng và hoàn chỉnh nhất để lưu truyền thế hệ sau. Sau khi trao đổi với gia đình nhạc sĩ, cô đã an tâm rằng bản thu của mình sẽ là bản chuẩn, đúng và hoàn chỉnh nhất. Kể từ nay về sau, bất kỳ ai hát nhạc Vũ Thành An cũng phải hát giống bản thu của Lệ Quyên. Ví dụ, trong Bài không tên số 9 có cụm từ "một lần đã trao nhau" chính xác là "một lần đã cho nhau". Ngoài ra có thêm câu cuối: "Một đời chỉ nuôi ảo giác mà thôi" ít khi được hát. Trong Bài không tên số 7, có câu "tâm sự rồi đêm đắng", thật ra là "tâm sự rồi đến đắng"... Cũng trong buổi giới thiệu CD, Lệ Quyên chia sẻ, cô hơi e ngại khi khán giả nghe album này: "Khán giả vốn đã quen với cách hát của một số ca sĩ đi trước. Nếu tôi hát theo chỉnh sửa của nhạc sĩ thì không khéo khán giả lại bảo: "Cô ca sĩ trẻ này hát sai", Lệ Quyên nói. Ngoài ra, nữ ca sĩ cũng cho biết, cô tranh luận nhiều lần với đơn vị giữ bản quyền để có bản thu âm cuối cùng đúng với yêu cầu của nhạc sĩ Vũ Thành An nhất.

## Hoàn cảnh ra đời
Ca sĩ Lệ Quyên nhận một mức cát-xê đặc biệt cho CD này. Trong đó, một phần cát-xê của cô sẽ đóng góp vào quỹ Teresa Charities do nhạc sĩ Vũ Thành An khởi xướng. Quỹ từ thiện này chuyên giúp đỡ những người già neo đơn, thiếu nơi nương tựa.
Sau 4 tháng chuẩn bị, Lệ Quyên hoàn thành xong đĩa nhạc Vũ Thành An. Album này mang tính hoài niệm nên nữ ca sĩ quyết định làm một photobook tặng kèm để tạo nên dấu ấn riêng. Cô nhờ nhà thiết kế Hoàng Hải và chuyên viên trang điểm Hồ Khanh chuẩn bị trang phục và làm tóc để gợi lên vẻ đẹp sang trọng, tinh tế phù hợp với chất nhạc trong CD. Lệ Quyên chia sẻ: "Tôi sử dụng hết tâm sức để cho ra đời sản phẩm âm nhạc từ chính trái tim của tôi, thể hiện sự trân trọng đối với những tình khúc bất hủ của nhạc sĩ Vũ Thành An". Ngày 7 tháng 11 năm 2014, ca sĩ Lệ Quyên ra mắt khán giả album biên tập Vùng tóc nhớ gồm 10 bài Không tên của nhạc sĩ Vũ Thành An. Trong quá trình làm album, nữ ca sĩ cho biết, cô vật vã với từng bản nhạc vì các ca khúc quá khó để thể hiện. Cô dành nhiều thời gian trao đổi với các nhạc sĩ để có bản phối khí ưng ý. Theo cô, nhạc của Vũ Thành An đòi hỏi phải lồng cảm xúc vào kỹ thuật để hát và không được quá phô trương. Vì vậy, cô phải tiết chế giọng hát để thể hiện ra tâm tư của nhạc sĩ gửi gắm vào nhạc. Bài không tên số 7 là bài khiến cô phải đau đầu nhất vì trình bày theo bản hòa âm acoustic của nhạc sĩ Vĩnh Tâm.

## Danh sách bài hát

### Album Vùng tóc nhớ
| STT | Nhan đề                   | Sáng tác    | Hòa âm     | Thời lượng |
| --- | ------------------------- | ----------- | ---------- | ---------- |
| 1.  | "Bài không tên số 1"      | Vũ Thành An | Minh Hoàng | 04:16      |
| 2.  | "Bài không tên số 2"      | Vũ Thành An | Vĩnh Tâm   | 05:12      |
| 3.  | "Bài không tên số 3"      | Vũ Thành An | Minh Hoàng | 04:29      |
| 4.  | "Bài không tên số 4"      | Vũ Thành An | Vĩnh Tâm   | 04:11      |
| 5.  | "Bài không tên số 5"      | Vũ Thành An | Minh Quân  | 04:19      |
| 6.  | "Bài không tên số 6"      | Vũ Thành An | Minh Quân  | 06:43      |
| 7.  | "Bài không tên số 7"      | Vũ Thành An | Vĩnh Tâm   | 04:47      |
| 8.  | "Bài không tên số 8"      | Vũ Thành An | Minh Hoàng | 04:14      |
| 9.  | "Bài không tên số 9"      | Vũ Thành An | Minh Quân  | 04:49      |
| 10. | "Bài không tên cuối cùng" | Vũ Thành An | Vĩnh Tâm   | 04:41      |

### Album Tình khúc không tên
| STT | Nhan đề                                                       | Sáng tác                                         | Hòa âm     | Thời lượng |
| --- | ------------------------------------------------------------- | ------------------------------------------------ | ---------- | ---------- |
| 1.  | "Bài không tên số 28 (Anh cám ơn em)"                         | Vũ Thành An. Trình bày: Hồ Trung Dũng            | Minh Hoàng | 04:16      |
| 2.  | "Bài không tên số 6"                                          | Vũ Thành An. Trình bày: Lệ Quyên                 | Vĩnh Tâm   | 05:12      |
| 3.  | "Bài không tên số 9"                                          | Vũ Thành An. Trình bày: Lệ Quyên                 | Minh Hoàng | 04:29      |
| 4.  | "Bài không tên số 37 (Rưng rưng lệ)"                          | Vũ Thành An. Trình bày: Lệ Quyên                 | Vĩnh Tâm   | 04:11      |
| 5.  | "Bài không tên số 7"                                          | Vũ Thành An. Trình bày: Lệ Quyên                 | Minh Quân  | 04:19      |
| 6.  | "Bài không tên số 15"                                         | Vũ Thành An. Trình bày: Lệ Quyên                 | Minh Quân  | 06:43      |
| 7.  | "Đêm say"                                                     | Vũ Thành An. Trình bày: Nhóm Ayor                | Vĩnh Tâm   | 04:47      |
| 8.  | "Trong tay nhau"                                              | Vũ Thành An. Trình bày: Nhóm Ayor                | Minh Hoàng | 04:14      |
| 9.  | "Một lần nào cho tôi gặp lại em"                              | Vũ Thành An. Trình bày: Lệ Quyên & Hồ Trung Dũng | Minh Quân  | 04:49      |
| 10. | "Bài không tên số 50"                                         | Vũ Thành An. Trình bày: 5 Dòng Kẻ                | Vĩnh Tâm   | 04:41      |
| 11. | "Lời tình buồn"                                               | Vũ Thành An. Trình bày: Lệ Quyên & 5 Dòng Kẻ     | Vĩnh Tâm   | 04:41      |
| 12. | "Anh đến thăm em đêm 30"                                      | Vũ Thành An. Trình bày: Lệ Quyên & Quang Dũng    | Vĩnh Tâm   | 04:41      |
| 13. | "Tình khúc thứ nhất"                                          | Vũ Thành An. Trình bày: Quang Dũng               | Vĩnh Tâm   | 04:41      |
| 14. | "Bài không tên số 1"                                          | Vũ Thành An. Trình bày: Lệ Quyên                 | Minh Hoàng | 04:16      |
| 15. | "Bài không tên số 2"                                          | Vũ Thành An. Trình bày: Lệ Quyên                 | Vĩnh Tâm   | 05:12      |
| 16. | "Bài không tên số 3"                                          | Vũ Thành An. Trình bày: Lệ Quyên                 | Minh Hoàng | 04:29      |
| 17. | "Bài không tên số 4"                                          | Vũ Thành An. Trình bày: Lệ Quyên                 | Vĩnh Tâm   | 04:11      |
| 18. | "Bài không tên số 5"                                          | Vũ Thành An. Trình bày: Lệ Quyên                 | Minh Quân  | 04:19      |
| 19. | "Bài không tên cuối cùng và Bài không tên cuối cùng tiếp nối" | Vũ Thành An. Trình bày: Lệ Quyên & Tuấn Ngọc     | Minh Quân  | 04:19      |
| 20. | "Bài không tên số 8"                                          | Vũ Thành An. Trình bày: Tuấn Ngọc                | Minh Quân  | 04:19      |
| 21. | "Bài không tên số 40 (Đời đá vàng)"                           | Vũ Thành An. Trình bày: Lệ Quyên & Tuấn Ngọc     | Minh Quân  | 04:19      |
| 22. | "Ngày mai rồi mình cũng già"                                  | Vũ Thành An. Trình bày: Tốp ca                   | Minh Quân  | 04:19      |

## Tham gia sản xuất
1. Biên tập: Phan Mộng Thuý
2. Hoà âm: Vĩnh Tâm (2 – 4 – 7 – 10); Minh Quân (5 – 6 – 9); Minh Hoàng (1 – 3 – 8)
3. Giám đốc sản xuất: Nguyễn Thị Ngọc Trâm, Phan Thị Lệ
4. Phòng thu & Mix: Viết Tân Studio
5. Chủ nhiệm: Lê Lam Viên
6. Trang điểm & Tóc: Hồ Khanh
7. Trang phục: Nhà thiết kế Hoàng Hải
8. Nhiếp ảnh: Lê Thiện Viễn
9. Thiết kế bìa & In ấn: W.A.P

## Tour diễn quảng bá album

### Vũ Thành An & Những Bản tình ca
Ngay sau khi phát hành album Vùng tóc nhớ, Lệ Quyên đã bắt tay với Jet Studio – đơn vị sản xuất Tình khúc vượt thời gian tổ chức chương trình Vũ Thành An & Những Bản tình ca. Tối ngày 27 tháng 12 năm 2014, đêm nhạc Vũ Thành An và Những Bản tình ca diễn ra tại Nhà hát Hòa Bình (thành phố Hồ Chí Minh) đã trở thành đêm nhạc đặc biệt, liveshow riêng của nữ ca sĩ Lệ Quyên khi cô đã để lại một dấu ấn mạnh mẽ và khó phai trong hơn 25 tiết mục của chương trình. Từ trước đến nay, Tình khúc vượt thời gian là sự kết hợp của nhiều giọng ca, chưa khi nào một ca sĩ được là ca sĩ hát chính trong chương trình nhưng đêm nhạc này là một ngoại lệ. Đây cũng là đêm nhạc đầu tiên dành cho những tác phẩm "không tên" của nhạc sĩ Vũ Thành An sau gần 39 năm không được phép phổ biến tại Việt Nam. Cùng với tiếng hát nồng nàn Lệ Quyên, ba nam ca sĩ khách mời Đức Tuấn, Lê Hiếu, Hồ Trung Dũng cũng lần lượt mang đến những tác phẩm của Vũ Thành An và những bản tình ca nổi tiếng một thời tạo nên một không gian âm nhạc đầy màu sắc. Khán phòng nhà hát Hòa Bình không còn một ghế trống, 2.500 khán giả đã đến từ rất sớm để tham dự chương trình, để lắng nghe những bản tình ca của người nhạc sĩ tài hoa Vũ Thành An qua tiếng hát lắng đọng của Lệ Quyên. Với giọng hát nồng nàn và màu sắc thật "tình" của Lệ Quyên, đưa những người yêu nhạc Vũ Thành An đến miền đất của kỷ niệm, có yêu thương quá đỗi dịu dàng và cả sự chia lìa đau xót, ngậm ngùi, đắng cay.

### Vũ Thành An & Lệ Quyên – Tình khúc không tên
Ngày 23 tháng 7 năm 2015, tại Gem Center đã diễn ra buổi họp báo công bố liveshow Vũ Thành An & Lệ Quyên - Tình khúc không tên do Hãng phim Phương Nam thực hiện và Lệ Quyên là ca sĩ chính. Chương trình bao gồm 22 tác phẩm nổi tiếng của nhạc sĩ Vũ Thành An với sự phụ họa của nghệ sĩ múa Thảo Dung. Vào ngày 28 tháng 8 năm 2015, Lệ Quyên công diễn liveshow Vũ Thành An & Lệ Quyên - Tình khúc không tên tại nhà hát Hòa Bình với sự tham gia của Tuấn Ngọc, Quang Dũng, Hồ Trung Dũng, nhóm 5 Dòng Kẻ, nhóm Ayor. Tình khúc không tên là liveshow đầu tiên tại Việt Nam và hải ngoại chỉ hát riêng một dòng nhạc - Vũ Thành An, đêm nhạc cũng nhanh chóng cháy vé sau chưa đầy nửa tháng phát hành vé.

Poster liveshow Tình khúc không tên của ca sĩ Lệ Quyên

Trong ngày công diễn liveshow, tập sách nhạc Tình khúc Vũ Thành An lần đầu được ra mắt khán giả với 39 bài hát của nhạc sĩ được cấp phép phổ biến tại Việt Nam. Khán phòng hơn 2.500 chỗ của nhà hát Hòa Bình không còn chỗ trống đã khẳng định Lệ Quyên thực sự được ghi tên vào danh sách những ca sĩ hát thành công nhạc Vũ Thành An. Trong đêm nhạc, nhạc sĩ Nguyễn Ánh 9 đã chia sẻ về những kỷ niệm với nhạc sĩ Vũ Thành An. Ngày 10 tháng 12 năm 2015, bộ đĩa CD và DVD ghi hình lại chương trình Liveshow Lệ Quyên & Vũ Thành An - Tình khúc không tên được phát hành trong hội chợ băng đĩa của Hãng phim Phương Nam.